# 杰姬·加洛韦
杰奎琳·罗斯·桑切斯·加洛韦（英語：Jaqueline Rose Sanchez Galloway，1995年12月27日—）生于印第安纳州克朗波因特，是一名美国跆拳道运动员，曾就读于南方卫理公会大学，她拥有美国和墨西哥双重国籍。她一开始代表墨西哥参赛，2012年时以替补身份入选墨西哥奥运阵容。2012年伦敦奥运后，她开始代表美国参加比赛。加洛韦在就读南方卫理公会大学期间曾加入该大学的赛艇队。